# Термоелектрически ефект
Ефектът на Пелтие – Зеебек, или още термоелектрически ефект, е директното преобразуване на температурните разлики в електрическо напрежение и обратно.
Свързаните ефекти са ефекта на Томсън и ефекта на Джаул – Ленц. Ефектът на Пелтие-Зеебек и ефектът Томсън са обратими (ефектът на Пелтие е обратен на ефекта на Зеебек). Ефектът на Джаул – Ленц (закон на Джаул – Ленц) е необратимо явление според законите на термодинамиката.

## Ефект на Зеебек
Ефект на Зеебек се нарича преобразуването на температурните разлики директно в електричество. Този ефект за първи път е открит случайно от германско-естонския физик Томас Йохан Зеебек през 1821, който открил, че между двата края на метална пръчка се появява напрежение, когато в нея съществува температурна разлика ΔT.
Той също така открил, че магнитната стрелка се отклонява, ако се приближи до затворен контур, образуван от различни два метала с температурна разлика между мястото на съединението им и краищата им (мястото на измерване). Причината е, че металите реагират различно на температурните разлики, създадени от този контур, който произвежда магнитно поле.
Ефектът е, че при наличието на температурна разлика между два различни метала или полупроводници се създава напрежение или термоелектрична ЕДС. Това предизвиква протичането на постоянен ток в контура. Създаденото напрежение е от порядъка на няколко микроволта за един градус Целзий температурна разлика.
В контура:
(който може да бъде в няколко различни конфигурации и да бъде описван със същите уравнения), полученото напрежение може да бъде представено като:
{\displaystyle V=\int _{T_{1}}^{T_{2}}\left(S_{\mathrm {B} }(T)-S_{\mathrm {A} }(T)\right)\,dT}
SA and SB са коефициенти на Зеебек (също така наречени термоелектрическа мощност или термомощност) на металите А и Б, а T1 и T2 са температурите на двете съединения. Коефициентите на Зеебек не са линейни и зависят от абсолютната температура на проводника, материала и молекулярната му структура. Ако коефициентите на Зеебек са практически постоянни за измервания температурен обхват, горната формула може да се преобразува в:
{\displaystyle V=(S_{\mathrm {B} }-S_{\mathrm {A} })\cdot (T_{2}-T_{1})}
Тази термодвойка измерва разликата в потенциалите, предизвикани от различните проводници. Тя може да бъде използвана за измерване на температурна разлика директно, или да се измерва една абсолютна температура, установявайки единия край в една известна температура. Няколко последователни термодвойки се наричат термоелектричен генератор.
Това също е принципа на работа на термодиодите и термоелектрическите генератори (радиоизотопните термоелектрически генератори), използвани за създаването на електрическа мощност от разликата в температурите.
Ефектът на Зеебек се дължи на два ефекта: charge carrier diffusion and phonon drag.

### Термична мощност
Термичната мощност, или термоелектрическа мощност, или коефициент на Зеебек за един материал отчита отношението на индуцираното термоелектрическо напрежение към температурната разлика. Термоелектрическата мощност се измерва в {\displaystyle (V/K)}.
Терминът термомощност се използва неправилно, тъй като отчита напрежението на едно електрическо поле (не електрическа мощност) предизвикано от температурна разлика. Приложената температурна разлика предизвиква движение на заредени носители в материала, били те електрони или „дупки“, които преминават от топлия край към студения – процес много напомнящ процесите в разширяващ се газ следствие нагряване. Подвижните заредени носители, преминаващи в студения край остават след себе си противоположно заредени и неподвижни ядра в топлия край, което предизвиква повишаване на термоелектрическото напрежение (термоелектричеството се дължи на създаденото напрежение от температурната разлика). Увеличаването на заредените носители на студения край в един момент престава при някаква максимално стойност, вследствие наличието на еднакво количество на заредени носители движещи се обратно към топлия край т.е. имаме равновесие. Само едно нарастване в температурната разлика може да поднови нарастването на заредени носители към студения край и съответно това води до увеличаване на термоелектрическото напрежение.
Термоелектрическата мощност на един материал, представена като {\displaystyle S}, зависи от температурата на материла, и кристалната му структура. Обикновено металите имат малка термоелектрическа мощност, поради това че в повечето валентната зона и зоната на проводимостта се застъпват. Електроните (отрицателните заряди) и дупките (положителните) заедно участват в индуктираното термоелектрическо напрежение противодействайки си, като по този начин го правят твърде малко. Обратно, при полупроводниците може да има неравновесие на електрони или дупки и по този начин да има големи положителни или отрицателни стойности на термоелектрическа мощност зависеща от заряда на преобладаващите носители. Знака на термоелектрическата мощност определя кои заряди преобладават.
Ако температурната разлика {\displaystyle \Delta T} между двата края на материала е малка, тогава термоелектрическата му мощност се определя така:
{\displaystyle S={E \over \nabla T}}
В практиката рядко може да се измери абсолютната термоелектрическа мощност на интересуващия ни материал. Това се дължи на факта, че електродите свързани към един волтметър трябва да бъдат свързани в самия материал за да измерят фактическото му термоелектрическо напрежение. Нормално обаче това е невъзможно и към „сметката“ се добавя и термоелектричното напрежение в допълнителните контактни зони. Сбора от двата материала обикновено се нарича термодвойка.
Следователно измерената термоелектрическа мощност се получава с участието и на двата материала и може да бъде изразена така:
{\displaystyle S_{AB}=S_{B}-S_{A}={\Delta V_{B} \over \Delta T}-{\Delta V_{A} \over \Delta T}}
Свръхпроводниците имат термоелектрическа мощност равна на нула. Това позволява директно измерване на абсолютната термоелектрическа мощност на интересуващия ни материал, понеже тя е мощността на цялата термодвойка. В допълнение, едно измерване на коефициента на Томпсън, {\displaystyle \mu }, на един материал може също да изведе термоелектрическата мощност чрез следната връзка:
{\displaystyle S=\int {\mu  \over T}dT}
Термоелектрическата мощност е важен параметър на материалите показващ ефективността на термоелектическия материал. По-голямото индуктирано напрежение за даден температурен клас материал ще доведе до по-голяма ефикасност. В идеалния случай много малка температура ще води до голямо индуктирано напрежение.

### Движение на зарядите
Зарядите в материалите (електроните в метала, електрони и дупки в полупроводниците, йони в йонизираните проводници) ще се преместят, когато единия край на проводника е с различна температура в сравнение с другия. Горещите заряди се преместват от горещия край към студения, тъй като там има по-ниска плътност на горещи носители. Студените носители преминават от студения към горещия край по същата причина.
Ако проводник бъде оставен да достигне термодинамично равновесие, топлината ще се разпространи навсякъде равномерно в проводника. Движението на топлината (под формата на топло заредени носители) от единия край до другия се нарича топлинен поток. Понеже заредените носители се движат това също е и електрически ток.
В система, в която двата края са с постоянна температура имаме постоянен равномерен поток на топлинни носители. Обаче, този поток не е абсолютно равномерен поради наличието на частици от други материали, нееднаквост на стурктурата, и вибрации на кристалната решетка (фонони). Ако разпръскването е енергийно зависимо, топлите и студените носители ще се движат с различни скорости. Това създава различна плътност в единия край на материала, а разстоянието между положителните и отрицателните заряди ще предизвика потенциална разлика – електростатично напрежение.
Електрическото поле, обаче се противопоставя на неравномерното движение на носителите, и в един момент ще настъпи равновесие защото носителите породени от електрическото поле ще се изравнят с тези породени от температурната разлика.
Типичните термоелектрически устройства са структурирани като тип P и тип N полупроводникови елементи свързани помежду си с проводник както е показано на картинките по-долу. Токът тече през n елемента, пресича през проводника до p елемента. Ако имаме източник на енергия, термоелектрическото устройство може да работи като охладител. Електроните в n елемента ще се придвижат в противоположна посока на тока и дупките в p елемента ще се придвижат в посока на тока, така че и в двата случая ще се премахне топлината от единия край на устройството. Ако имаме източник на топлина, устройството може да заработи като електрически генератор. Топлинния източник ще задвижи електроните от n елемента към най-студеното място, това ще създаде ток в проводника. Дупките в p елемента ще се задвижат в една посока с тока. Този ток може да се използва за да захрани товар, което ще преобразува топлинната енергия в електрическа.

### Влияние на фононите
Фононите не винаги са в термично равновеси; движението им варира. Те губят кинетична енергия при взаимодействие с електрони (или други носители), а също и заради несъвършенство на кристала. Ако взаимодействието между фонони и електрони доминира, фононите ще се стремят да избутат електроните към края на материала загубвайки по този начин инерцията си. Това допълнително допринася за съществуващото термоелектрическо поле. Това взаимодействие по-важно в температурни области, където електрон-фононното изблъскване е преобладаващо. Това се случва при:
{\displaystyle T\approx {1 \over 5}\theta _{\mathrm {D} }}
където θD е температура на Питър Дебие (температура на Дебай). При по-ниски температури има по-малко свободни фонони, а при по-високи температури фононите губят инерция при сблъсъци с други фонони.
В магнитно поле тези взаимодействия се различават.

## Ефект на Пелтие
Ефектът на Пелтие е обратен на ефекта на Зеебек – създаване на температурна разлика от електрическо напрежение.
Ефектът се проявява, когато ток премине през два различни (по състав) метала или полупроводника. Токът задвижва поток от топлина от единия метал към другия: единият се охлажда, а другият се нагрява. Ефектът се използва по-често за охлаждане. Ефектът е бил открит през 1834 г. от Жан Пелтие, 13 години след първоначалното откритие на Зеебек.
При протичане на ток през веригата топлината, излъчена от горното съединение (at T2), се поема от долното (at T1). Топлината, поета от долното съединение за единица време {\displaystyle {\dot {Q}}} е равна на:
{\displaystyle {\dot {Q}}=\Pi _{\mathrm {AB} }I=\left(\Pi _{\mathrm {B} }-\Pi _{\mathrm {A} }\right)I}
където Π е коефициентът на Пелтие ΠAB на цялата термодвойка, а ΠA и ΠB са коефициентите на всеки един материал. P-силицият типично има положителен Пелтие-коефициент (до 550 К), а N-силицият е типично отрицателен, както подсказват и буквичките на типа.
Коефициентът на Пелтие показва колко топлинен поток е пренесен за единица заряд през даден материал.
Понеже зарядният ток трябва да е непрекъснат през мястото на свързване, свързаният топлинен поток ще предизвика прекъсване, ако ΠA и ΠB са различни. Това предизвиква различно от нула отклонение в съединението и така топлината трябва да се натрупа или изчерпи там в зависимост от знака на тока. Друг начин да разберем как този ефект може да охлади съединението е да забележим това, че когато електроните текат от регион с висока плътност към област с ниска плътност, те се разширяват (както при идеален газ) и охлажда.
Едно интересно следствие на този ефект е, че посоката на топлинния поток е контролирана от посоката на тока.
Охладител-отоплител на Пелтие или термоелектрическа топлинна помпа е полупроводникова активна топлинна помпа, която пренася топлината от единия край на едно устройство до другия. Охладителят на Пелтие е наричан също и термоелектрически охладител.

## Ефект на Томсън
Ефектът на Томсън, наречен на Уилям Томсън (Лорд Келвин), описва затоплянето или охлаждането на токоносещ проводник в една температурна област.
Всеки такъв проводник, с температурна разлика между две точки, ще поглъща или отдава топлина в зависимост от материала.
Ако ток с дадена плътност J преминава през еднороден проводник, то произведената в него топлина за единица обем е
{\displaystyle q=\rho J^{2}-\mu JdT/dx\,}
където:
ρ е специфичното съпротивление на материала
dT/dx изменението на температурата
μ е коефициента на Томсън.
Първия израз ρ J² е просто затоплянето на Джаул, който не е обратимо.
Втория израз е топлина на Томсън, който си сменя знака когато J си смени знака.
В метали като например цинк и мед, които имат един по-топъл край с по-висок потенциал и един по-студен край с по-нисък потенциал, когато тока се движи от по-топлия към по-студения край, той се движи от по-високия към по-ниския потенциал, така че има излъчване на енергия. Това се нарича положителен ефект на Томсън.
В метали като кобалт, никел и желязо, които имат по-студен край и по-висок потенциал и по-топъл край при по-нисък потенциал, там има поглъщане на енергия. Това се нарича отрицателен ефект на Томсън.

## Взаимовръзки при ефекта на Томсън
Ефектът на Зеебек всъщност е комбинация от ефекта на Томсън и ефекта на Пелтие. Всъщност, в 1854 г. Томсън открил две взаимовръзки, в днешни дни наричани взаимовръзки на Томсън или Келвин, между съответните коефициенти. Абсолютната температура T, коефициента на Пелтие {\displaystyle \Pi } и коефициента на Зеебек S са свързани с първата зависимост на Томсън
{\displaystyle \Pi =S\cdot T}
които предсказали ефекта на Томсън преди още да бъде официално открит. Те са свързани с коефициента на Томсън {\displaystyle \mu } от втората зависимост на Томсън
{\displaystyle \mu =TdS/dT.\,}

## Патенти
- Щатски патент 2 510 397 – Clarence W. Hansell – Heat-to-electrical energy converter
- Щатски патент 2 881 384 – Lyndon A. Durant – Thermal electric alternator
- Щатски патент 2 915 652 – G. N. Hatsopoulos – Conversion of thermal energy into electrical energy
- Щатски патент 3 175 105 – John E. Creedon – Conversion of heat to electricity

### Общи
- International Thermoelectric Society
- DARPA/ONR/DOE High Efficiency Thermoelectric Workshop Архив на оригинала от 2006-10-02 в Wayback Machine.
- Thermoelectric News
- General
- Has an explanation of carrier diffusion and phonon drag components of thermopower Архив на оригинала от 2006-02-10 в Wayback Machine.

### Полупроводници
- A brief explanation
- An introduction to thermoelectric coolers Архив на оригинала от 2009-03-26 в Wayback Machine.
- The science and materials of thermoelectrics Архив на оригинала от 2007-06-10 в Wayback Machine.

### Метали
- The origin of the thermoelectric potential Архив на оригинала от 2010-06-05 в Wayback Machine.

### Свързани
- Directory of Peltier device information
- A news article on the increases in thermal diode efficiency
- A wristwatch powered by thermocouples, using the heat difference between the human body and its surroundings
- A fan for putting on top of stoves and other hot items, powered by the Peltier-Seebeck effect.

|  | Тази страница частично или изцяло представлява превод на страницата Thermoelectric effect в Уикипедия на английски. Оригиналният текст, както и този превод, са защитени от Лиценза „Криейтив Комънс – Признание – Споделяне на споделеното“, а за съдържание, създадено преди юни 2009 година – от Лиценза за свободна документация на ГНУ. Прегледайте историята на редакциите на оригиналната страница, както и на преводната страница, за да видите списъка на съавторите. ВАЖНО: Този шаблон се отнася единствено до авторските права върху съдържанието на статията. Добавянето му не отменя изискването да се посочват конкретни източници на твърденията, които да бъдат благонадеждни. |